# Der Fisch
Der Fisch er en dansk kortfilm fra 1999, der er instrueret af Christoph N. Nagel efter eget manuskript.

## Handling
Den unge fiskerdreng, Hinnerk, fanger en intelligent og talende fisk. Den vil gerne med Hinnerk hjem, da livet i vandet er alt for kedeligt for en krævende fisk. Hjemme overtager den Hinnerks krop og bliver til et fiskemenneske. Det kedelige liv i vandet er forbi, nu gælder det om at lære landverdenen at kende. Men det er ikke, som fisken forventer...